# Ali (Gruzja)
Ali – wieś w Gruzji, w regionie Wewnętrzna Kartlia, w gminie Chaszuri. W 2014 roku liczyła 1068 mieszkańców.